# Stenichnus scutellaris

Stenichnus scutellaris (лат.) — вид мирмекофильных коротконадкрылых жуков рода Stenichnus из подсемейства Scydmaeninae.

## Распространение
Европа (Австрия, Бельгия, Болгария, Великобритания, Венгрия, Германия, Греция, Дания, Испания, Италия, Латвия, Литва, Норвегия, Польша, Словакия, Финляндия, Франция, Чехия, Швеция, Эстония). Ближний Восток.

## Описание
Мелкие коротконадкрылые жуки. Отмечены в мирмекофильных связях с муравьями следующих видов: Formica rufa, Formica cunicularia, Lasius fuliginosus.
Вид был впервые описан в 1822 году немецкими энтомологами Густавом Кунце (Gustav Kunze; 1793—1851) и Филиппом Джакобом Мюллером (Philipp Wilbrand Jacob (Jakob) Müller (Mueller); 1771—1851).
Таксон Stenichnus scutellaris включен в состав рода Stenichnus (вместе с Stenichnus bicolor, Stenichnus collaris, Stenichnus foveola, Stenichnus peezi, Stenichnus pelliceus, Stenichnus godarti, Stenichnus pusillus, Stenichnus styriacus), который близок к родам Euconnus и Stenichnoteras, и включён в трибу Cyrtoscydmini из подсемейства Scydmaeninae.